# Odontaster penicillatus
Odontaster penicillatus is een zeester uit de familie Odontasteridae.
De wetenschappelijke naam van de soort werd in 1870 gepubliceerd door Rodolfo Amando Philippi.